# Cyril Rootham
Cyril Bradley Rootham (ur. 5 października 1875 w Bristolu, zm. 18 marca 1938 w Cambridge) – brytyjski kompozytor, dyrygent, organista i pedagog.

## Życiorys
Muzyki uczył się początkowo u ojca, Daniela Roothama (1837–1922). Studiował w St John’s College w Cambridge, później w Royal College of Music w Londynie u Marmaduke’a Bartona, Waltera Parratta i Charlesa Villiersa Stanforda. Po ukończeniu studiów związał się z St John’s College, gdzie pełnił funkcję dyrektora muzycznego, organisty oraz wykładowcy. W latach 1912–1936 był dyrygentem Cambridge University Musical Society. Był członkiem Purcell Society Committee. Zainicjował przedstawienia oratoriów Georga Friedricha Händla w wersji operowej, rozpropagował dzieła sceniczne Henry’ego Purcella, był też inicjatorem pierwszych wykonań utworów Zoltána Kodálya w Anglii.

## Twórczość
Muzyka Roothama, pomimo pewnych eksperymentów harmonicznych, jest tonalna, widoczne są w niej wpływy Charlesa Villiersa Stanforda i Huberta Parry’ego. Główne miejsce w jego twórczości zajmowała muzyka chóralna.
Skomponował m.in. operę The 2 Sisters (wyst. Cambridge 1922), For the Fallen na chór i orkiestrę (1919), symfonię Revelation (wyk. pośmiertnie 1939), rapsodię orkiestrową Pan (1912), kwartet smyczkowy (1914), kwintet smyczkowy (1909), septet na altówkę, flet, obój, klarnet, fagot, trąbkę i harfę (1930), trio fortepianowe (1931).